# Упе (гора)
Упе — гора в Крайньо-Північному регіоні Камеруну висотою 1494 м. Це найвища вершина гір Мандара.

## Географія
Гора Упе розташована в 16 км на північ від Моколо, на сході комуни Коза.
Як і сусідня гора Зівер, Упе складається з округлих гранітних брил і густо вкрита рослинністю. Основу лісів на горі Упе складають капські маслини (Olea capensis subsp. macrocarpa), а на її вершині ростуть африканські кремові яблука (Annona senegalensis).